# Guadalupe Pashila
Guadalupe Pashila är en ort i Mexiko.   Den ligger i kommunen Ocosingo och delstaten Chiapas, i den sydöstra delen av landet, 800 km öster om huvudstaden Mexico City. Guadalupe Pashila ligger 887 meter över havet och antalet invånare är 174.
Terrängen runt Guadalupe Pashila är huvudsakligen kuperad, men norrut är den bergig. Runt Guadalupe Pashila är det glesbefolkat, med 16 invånare per kvadratkilometer. Närmaste större samhälle är Ocosingo, 2,1 km norr om Guadalupe Pashila. Omgivningarna runt Guadalupe Pashila är en mosaik av jordbruksmark och naturlig växtlighet.